# Kenzō Takada
Kenzō Takada (高田賢三?, Takada Kenzō; Himeji, 27 febbraio 1939 – Neuilly-sur-Seine, 4 ottobre 2020) è stato uno stilista, designer e costumista giapponese.

## Biografia
Quinto di sette figli, Kenzō Takada sviluppò una passione per la moda in giovanissima età, e dopo aver abbandonato l'università di Kobe si iscrisse ad una scuola di moda di Tokyo nel 1958, che all'epoca aveva appena aperto le iscrizioni agli uomini. 
Dopo il diploma, Kenzō si trasferì a Parigi nel 1964. La popolarità per lui arrivò nel 1970, anno in cui presentò la sua prima collezione al Vivienne Gallery. Grazie al successo ottenuto, Kenzo fu in grado di aprire la sua prima boutique Jungle Jap, e di lì a poco una sua modella apparirà sulla copertina di Elle. 
Nel 1971 le sue collezioni vennero presentate a New York e Tokyo; l'anno seguente egli otterrà l'ambito riconoscimento Fashion Editor Club of Japan.
Nel 1978 e nel 1979 tenne spettacolari sfilate di moda nel tendone di un circo, che terminavano con la sua entrata in scena sul dorso di un elefante. Contemporaneamente realizzò costumi per il teatro e per il cinema, in particolare Rêve après Rêve del 1980.
Dal 1983 il marchio Kenzo designò anche una linea di abbigliamento per uomo, e nel 1998 ebbe anche inizio la produzione di profumi. L'essenza di maggior successo è senz'altro Flower by Kenzo, lanciata nel 2000. 

### La cessione dell'azienda ed il ritiro
Nel 1993 il marchio divenne proprietà della compagnia francese LVMH.
Kenzō Takada annunciò il suo ritiro nel 1999, dopo aver lasciato la casa di moda Kenzo alla propria assistente.
Nel 2002 riapparve sulle scene come decoratore e designer di interni, lanciando anche una linea di complementi d'arredo. 
Kenzō morì il 4 ottobre 2020, proprio durante la settimana delle sfilate di moda parigine, all'età di 81 anni, presso l'ospedale americano di Neuilly-sur-Seine, dove era ricoverato per le complicanze del Covid-19.